# الخاندرو بجارانو
الخاندرو بجارانو (انگلیسی: Alejandro Bejarano؛ زادهٔ ۲۱ ژوئن ۱۹۸۴) بازیکن فوتبال اهل آرژانتین است.
از باشگاه‌هایی که در آن بازی کرده‌است می‌توان به اشاره کرد.